# Amphimorphinella
Amphimorphinella es un género de foraminífero bentónico de la Familia Chrysalogoniidae, de la Superfamilia Nodosarioidea, del Suborden Lagenina y del Orden Lagenida. Su especie-tipo es Amphimorphinella butonensis. Su rango cronoestratigráfico abarca desde el Eoceno hasta el Pleistoceno medio.

## Clasificación
Amphimorphinella incluye a las siguientes especies:
- Amphimorphinella amchitkaensis †
- Amphimorphinella butonensis †
  - Amphimorphinella butonensis var. compressa †
  - Amphimorphinella butonensis var. minuta †